# Benita Fitzgerald-Brown
Benita Fitzgerald-Brown, född den 6 juli 1961, är en amerikansk före detta friidrottare som tävlade under 1980-talet på 100 meter häck.
Fitzgerald-Browns främsta merit är ett guld från Olympiska sommarspelen 1984 i Los Angeles. Segertiden blev 12,84 s med en marginal på 4 hundradelar till tvåan brittiskan Shirley Strong. De stora stjärnorna på 100 meter det året Jordanka Donkova från Bulgarien och Lucyna Langer från Polen var båda förhindrade att delta på grund av östländernas bojkott av de olympiska spelen.
Fitzgerald-Brown var en av de åtta som bar in den olympiska flaggan vid invigningen av Olympiska sommarspelen 1996 i Atlanta.